# Newmancollege

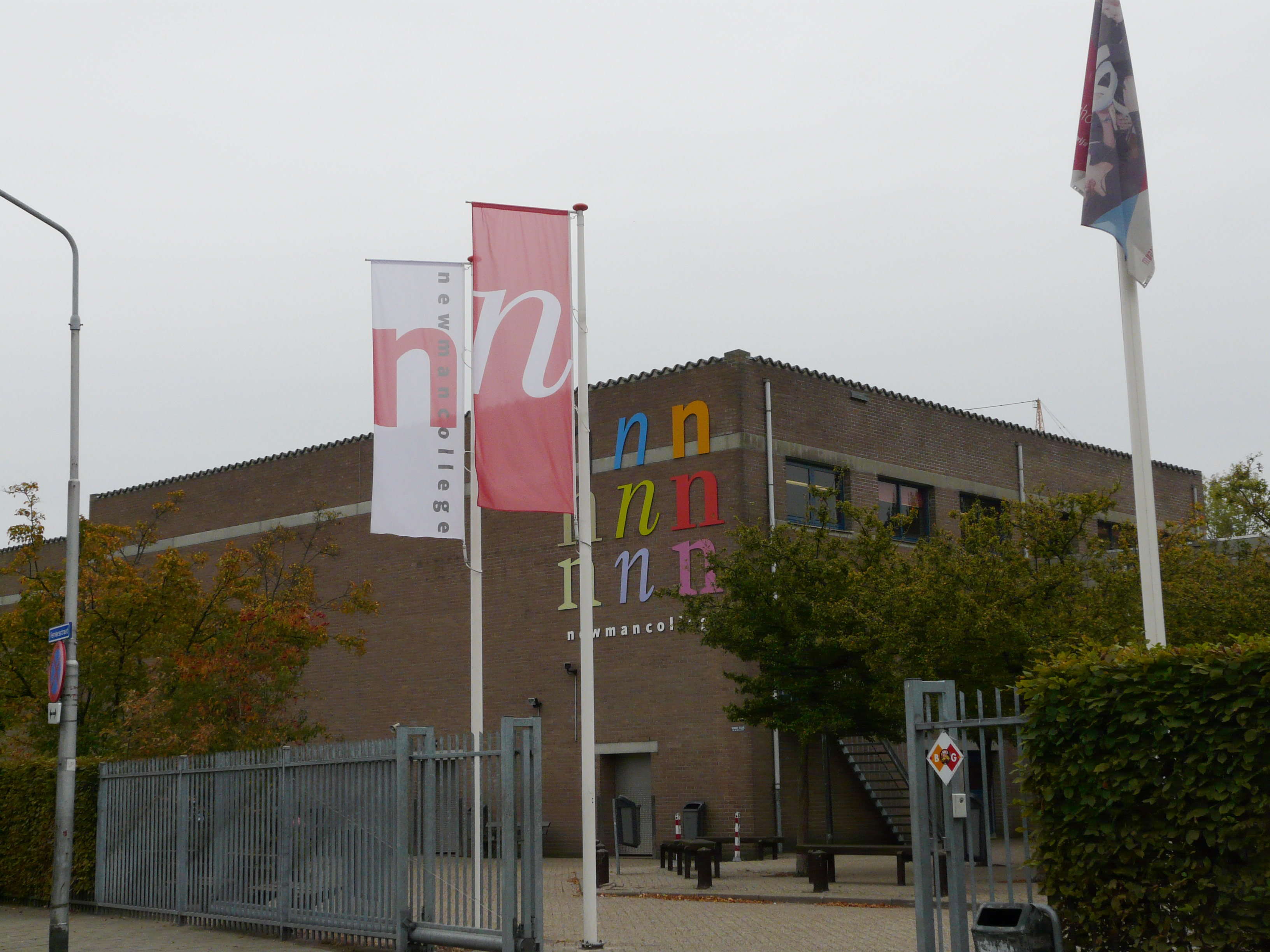
Newmancollege

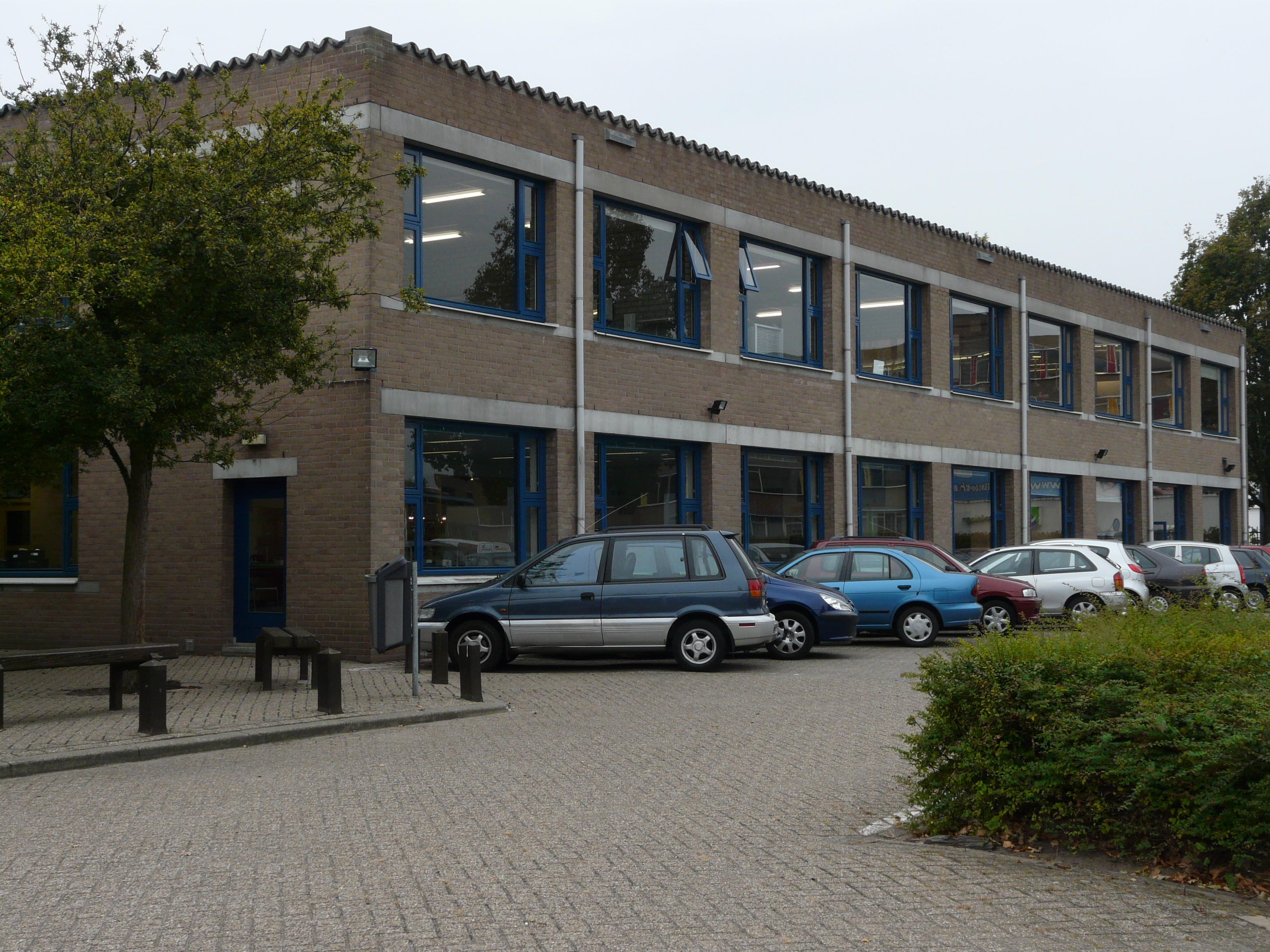
Newmancollege

Het Newmancollege is een scholengemeenschap voor gymnasium, technasium, atheneum, havo, en vmbo theoretische leerweg in Breda, gelegen in Breda-Noord (in de wijk Biesdonk).

## Geschiedenis
In 1959 was er in Breda naast het katholieke Onze Lieve Vrouwelyceum, waar een zesjarige HBS-opleiding bestond, behoefte aan een categorale katholieke HBS met vijfjarige opleiding, zodat de rooms-katholieke HBS voor jongens en meisjes werd opgericht. In 1972 vond er een fusie plaats met het ten zuidoosten van Breda (bij Bavel) gelegen Gymnasium IJpelaar. Na omzwervingen door de stad, met noodgebouwen op meerdere locaties, landt het Newmancollege in december 1979 op de huidige plek: de Verviersstraat in Breda-Noord. In 1991 was er een fusie met de nabijgelegen Mavo Hoge Vugt. Hierdoor werd het Newmancollege een scholengemeenschap voor alle niveaus. De school werd vernoemd naar de Engelse kardinaal en bekeerling John Henry Newman (1801-1890), die zich bijna zijn hele leven ook had beziggehouden met het onderwijs.

## Enkele gegevens
Er zitten in schooljaar 2023-2024 ruim 1350 leerlingen op het college.

Er zijn circa 130 personen werkzaam.

## Organisatie
De schoolleiding bestaat uit een rector, twee conrectoren en vier afdelingsleiders. Ondersteuning vindt onder meer plaats door twee vertrouwenspersonen en twee decanen. De school heeft betrekkingen met scholen in de Italiaanse steden Vicenza en Ferrara en met scholen in Denemarken. De onderwijsinspectie is positief gesteld over de school. Het Newmancollege scoort met name goed op de punten zorg en begeleiding en schoolklimaat.

## Vakken
Op het Newmancollege wordt gedoceerd in de vakken: Nederlands, Frans, Engels, Duits, Grieks, Latijn, Spaans, geschiedenis, aardrijkskunde, Algemene Natuurwetenschappen, biologie, muziek, Design en multimedia (D&M), tekenen, techniek, verzorging, Management en Organisatie, economie, handvaardigheid, wiskunde, natuurkunde, scheikunde, levensbeschouwing, culturele en kunstzinnige vorming, klassieke en culturele vorming, maatschappijleer , lichamelijke opvoeding, informatica en technasium.

## Bekende oud-leerlingen en -leraren
- Thierry Aartsen (1989), politicus: ging er van 2002 tot 2007 naar het havo;[4]
- Jan Cartens (1929-2007), neerlandicus, schrijver en dichter: was er leraar Nederlands;[5]
- Judith Uitermark (1971), juriste en politica: ging er van 1983 tot 1988 naar het havo;[6]
- Krista van Velzen (1974), activiste en politica: ging er naar het vwo.[7]